# Neder-Lausitzs voetbalkampioenschap 1904/05
In 1904/05 werd het tweede Neder-Lausitzs voetbalkampioenschap gespeeld, dat georganiseerd werd door de Neder-Lausitzse voetbalbond. De bon werd op 14 januari 1904 heropgericht, nadat er in 1900/01 al een competitie plaats gevonden had. 
Alemannia Cottbus werd kampioen en plaatste zich voor de eindronde om de Duitse landstitel. De club werd in de eerste ronde met 5-1 verslagen door SC Schlesien Breslau.

## 1. Klasse
Sommige uitslagen werden geneutraliseerd in een 0-0 nederlaag of een 0-0 gelijkspel zonder punten bij wedstrijden waarbij niet-speelgerechtigde spelers ingezet werden. 
| Plaats | Club                        | Wed. | W | G | V | Saldo | Ptn  |
| ------ | --------------------------- | ---- | - | - | - | ----- | ---- |
| 1.     | SC Alemannia Cottbus        | 10   | 7 | 1 | 2 | 23:16 | 15:5 |
| 2.     | SC Viktoria 1897 Cottbus    | 10   | 6 | 1 | 3 | 18:16 | 13:7 |
| 3.     | FV Brandenburg 1899 Cottbus | 10   | 6 | 0 | 4 | 17:17 | 12:8 |
| 4.     | TuFC Britannia Cottbus      | 10   | 3 | 0 | 7 | 17:19 | 6:14 |
| 5.     | SC Vorwärts 02 Forst        | 10   | 2 | 2 | 6 | 8:14  | 6:14 |
| 6.     | FC Viktoria Forst           | 10   | 2 | 0 | 8 | 10:11 | 4:16 |

|  | Kampioen |

## 2. Klasse
SC Preußen Forst trok zich in september 1904 terug, reeds gespeelde wedstrijden werden geschrapt. Het is niet bekend of de kampioen nog een wedstrijd speelde ter promotie. 
| Plaats | Club                       | Wed.           | W              | G              | V              | Saldo          | Ptn            |
| ------ | -------------------------- | -------------- | -------------- | -------------- | -------------- | -------------- | -------------- |
| 1.     | FC Amicitia Forst          | 6              | 4              | 0              | 2              | 18:11          | 08:04          |
| 2.     | FC Hohenzollern 1901 Forst | 6              | 3              | 1              | 2              | 09:17          | 07:05          |
| 3.     | FC Deutschland 1901 Forst  | 6              | 3              | 0              | 3              | 11:14          | 06:06          |
| 4.     | FC Askania 1901 Forst      | 6              | 1              | 1              | 4              | 10:06          | 03:09          |
| 5.     | SC Preußen Forst           | Teruggetrokken | Teruggetrokken | Teruggetrokken | Teruggetrokken | Teruggetrokken | Teruggetrokken |

|  | Kampioen |